# Indigofera jaliscensis
Indigofera jaliscensis är en ärtväxtart som beskrevs av Joseph Nelson Rose. Indigofera jaliscensis ingår i släktet indigosläktet, och familjen ärtväxter. Inga underarter finns listade i Catalogue of Life.